# Newcastle United Football Club 1901-1902
Questa pagina raccoglie i dati riguardanti il Newcastle United Football Club nelle competizioni ufficiali della stagione 1901-1902.

## Rose
Dopo aver trascorso gran parte del campionato nelle posizioni di media classifica ed essere stato eliminato ai quarti di finale per mano dello Sheffield Utd, dal mese di febbraio i Magpies cominciarono a scalare la classifica ottenendo una serie di vittorie contro le dirette avversarie, concludendo al terzo posto.

## Maglie
Vennero utilizzate le stesse divise introdotte nel 1900.
| Manica sinistra · Manica sinistra · Maglietta · Maglietta · Manica destra · Manica destra · Pantaloncini · Calzettoni |

## Rosa
| N. |                        | Ruolo | Calciatore       |
| -- | ---------------------- | ----- | ---------------- |
|    | Inghilterra (bandiera) | P     | Charlie Bunyan   |
|    | Inghilterra (bandiera) | P     | Matthew Kingsley |
|    | Inghilterra (bandiera) | P     | Charlie Watts    |
|    | Inghilterra (bandiera) | D     | Tommy Bamlett    |
|    | Inghilterra (bandiera) | D     | Bob Bennie       |
|    | Inghilterra (bandiera) | D     | Jack Carr        |
|    | Scozia (bandiera)      | D     | Tommy Davidson   |
|    | Scozia (bandiera)      | D     | David Gardner    |
|    | Inghilterra (bandiera) | D     | Colin Veitch     |
|    | Inghilterra (bandiera) | D     | William Wilson   |
|    | Scozia (bandiera)      | C     | Andrew Aitken    |
|    | Inghilterra (bandiera) | C     | Ted Birnie       |
|    | Scozia (bandiera)      | C     | Alex Caie        |

| N. |                        | Ruolo | Calciatore       |
| -- | ---------------------- | ----- | ---------------- |
|    | Scozia (bandiera)      | C     | Alec Gardner     |
|    | Scozia (bandiera)      | C     | Tommy Ghee       |
|    | Inghilterra (bandiera) | C     | Wilf Innerd      |
|    | Scozia (bandiera)      | C     | Ronald Orr       |
|    | Inghilterra (bandiera) | C     | John Rutherford  |
|    | Inghilterra (bandiera) | A     | John Graham      |
|    | Scozia (bandiera)      | A     | Sandy MacFarlane |
|    | Scozia (bandiera)      | A     | Robert McColl    |
|    | Inghilterra (bandiera) | A     | Dan Pattinson    |
|    | Scozia (bandiera)      | A     | Jock Peddie      |
|    | Scozia (bandiera)      | A     | Willie Stewart   |
|    | Inghilterra (bandiera) |       | Richard Roberts  |